# Asahi, Ōsaka
Asahi (旭区 Asahi-ku) là quận thuộc thành phố Ōsaka, tỉnh Ōsaka, Nhật Bản. Tính đến ngày 1 tháng 10 năm 2020, dân số ước tính của quận là 89.670 người và mật độ dân số là 14 người/km2. Tổng diện tích của quận là 6.320 km2.